# FA Cup 1914/15

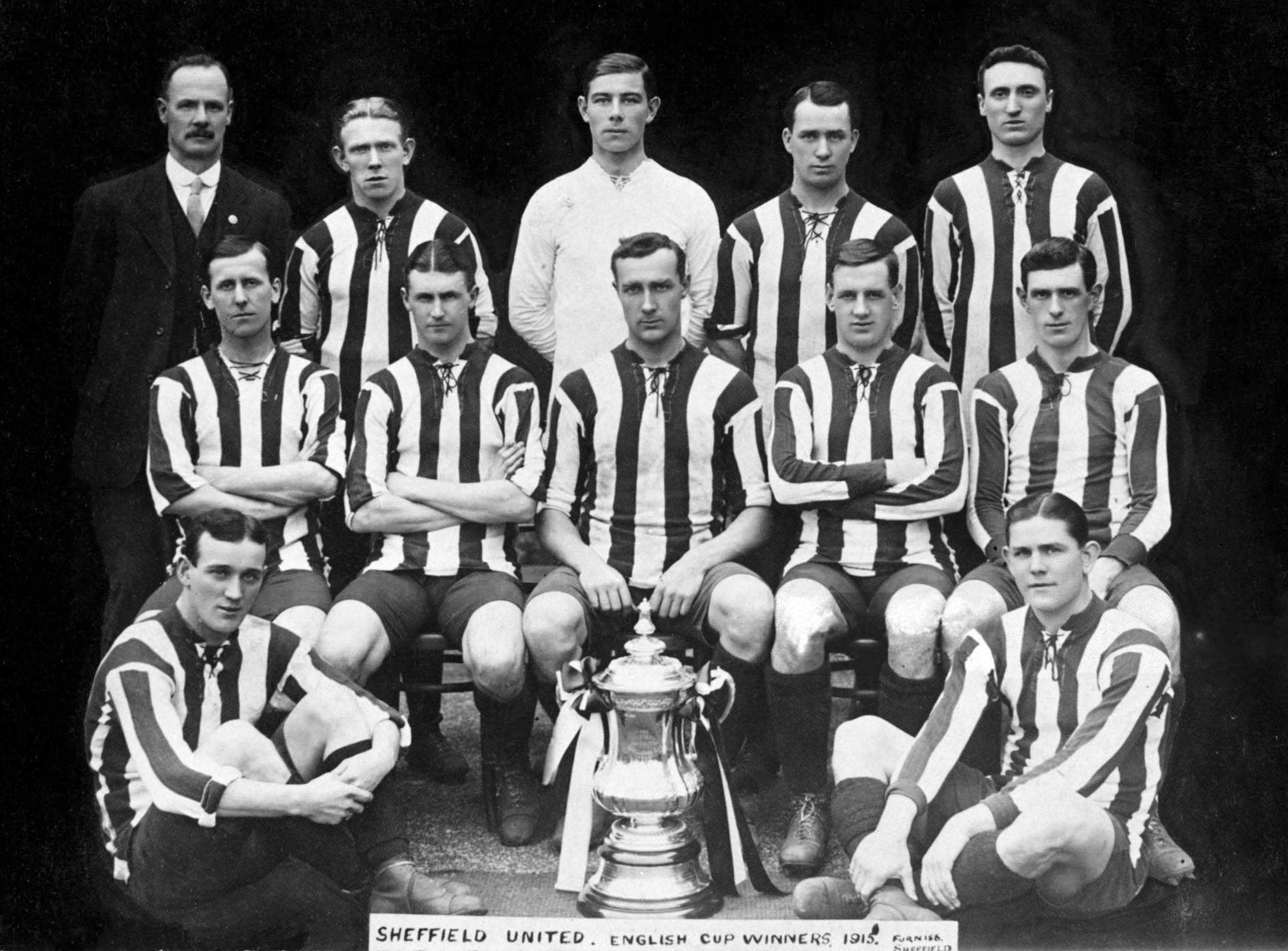
Die Siegermannschaft von Sheffield United im Jahr 1915.

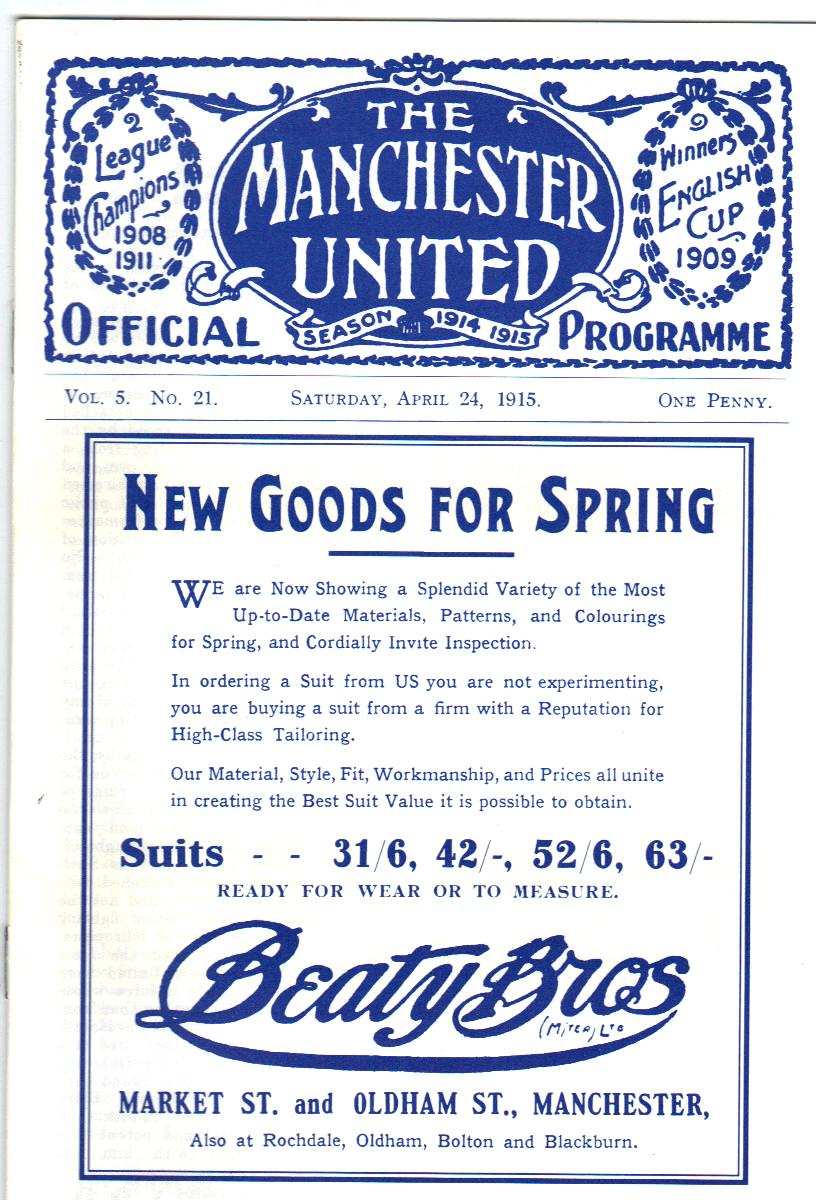
Das Spielprogamm des FA-Cup-Finals von 1915.

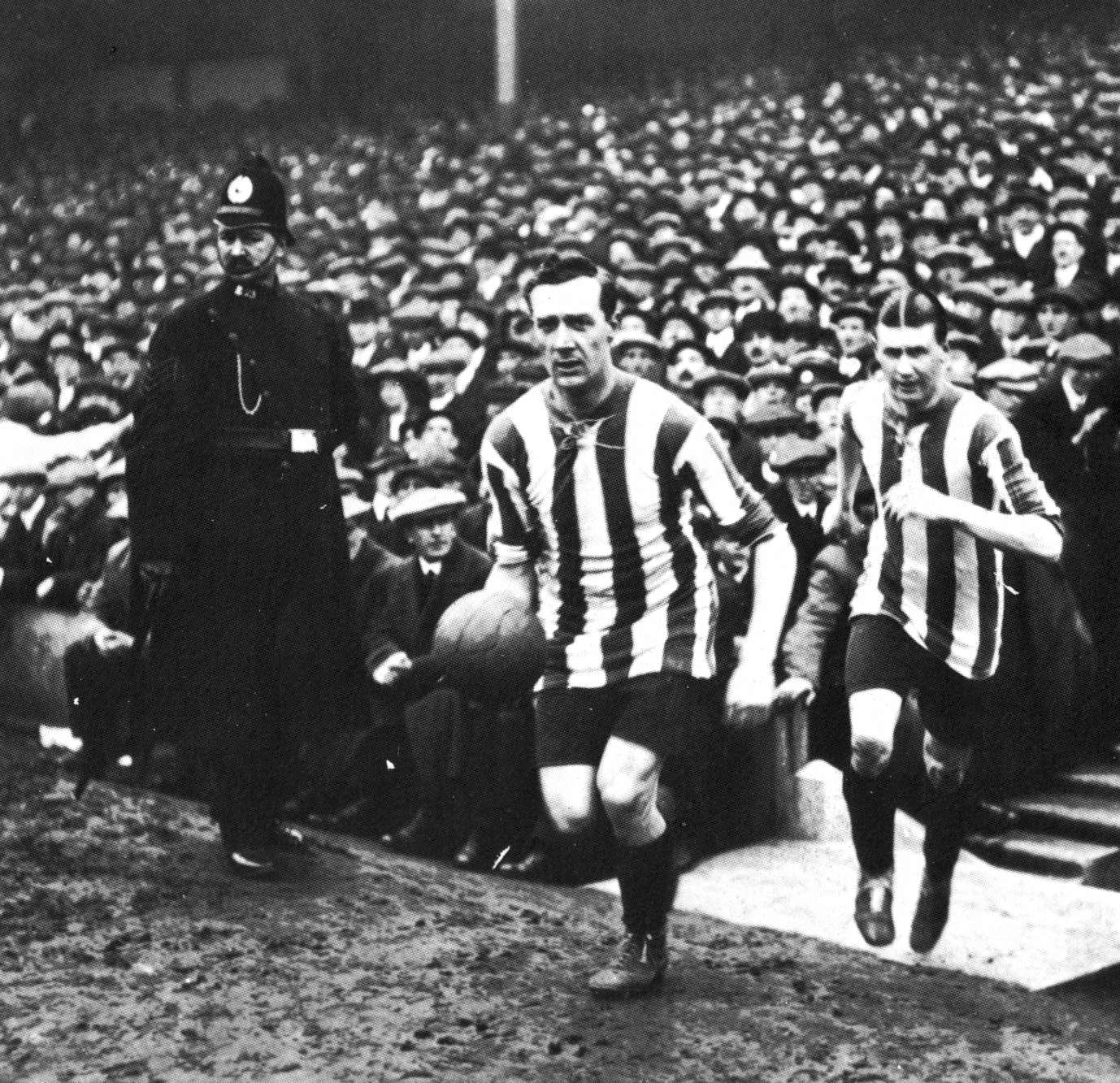
George Utley führte Sheffield United im Jahr 1915 aufs Feld.

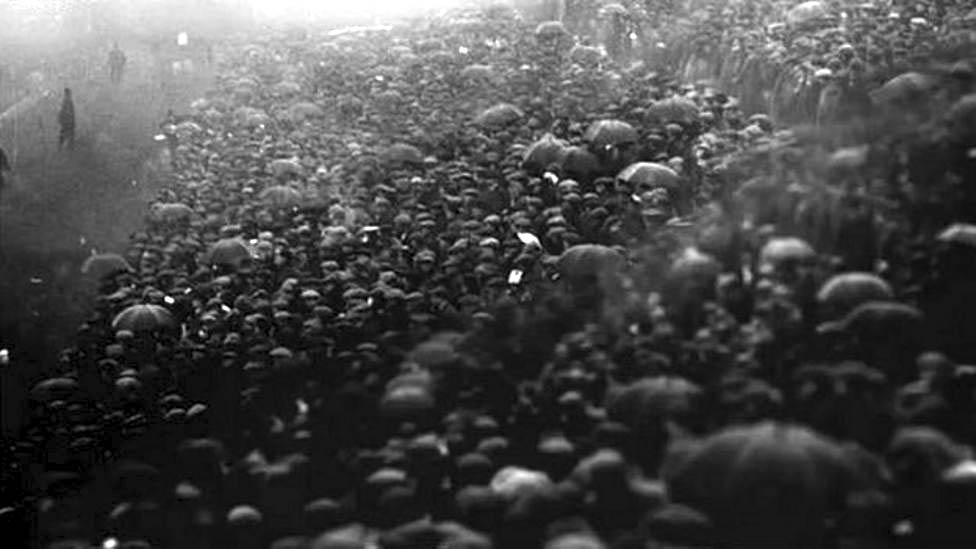
Aufnahme der Zuschauer beim 1915 FA-Cup-Finale.

Der FA Cup 1914/15 war die 44. Austragung des The Football Association Challenge Cup (meist als FA Cup bekannt).
Der Pokalwettbewerb startete mit der Qualifikation zwischen dem 12. September 1914 und dem 19. Dezember 1914. Die Hauptrunde begann anschließend ab dem 9. Januar 1915 und endete mit dem Finale im Old Trafford in Manchester am 24. April 1915 vor einer Kulisse von offiziell 49.557 Zuschauern. Sieger des Wettbewerbs wurde zum dritten Mal Sheffield United. Unterlegener Finalist war der FC Chelsea.

## Wettbewerb

### Erste Hauptrunde
| Datum           |                        | Ergebnis |                         |
| --------------- | ---------------------- | -------- | ----------------------- |
| 9. Januar 1915  | FC Arsenal             | 3:0      | Merthyr Town            |
| 9. Januar 1915  | Aston Villa            | 2:0      | Exeter City             |
| 9. Januar 1915  | Birmingham City        | 2:2      | Crystal Palace          |
| 9. Januar 1915  | FC Blackpool           | 1:2      | Sheffield United        |
| 9. Januar 1915  | Bolton Wanderers       | 2:1      | Notts County            |
| 9. Januar 1915  | Bradford Park Avenue   | 1:0      | FC Portsmouth           |
| 9. Januar 1915  | Brighton & Hove Albion | 2:1      | Lincoln City            |
| 9. Januar 1915  | Bristol City           | 2:0      | Cardiff City            |
| 9. Januar 1915  | FC Burnley             | 3:1      | Huddersfield Town       |
| 9. Januar 1915  | FC Bury                | 1:1      | Plymouth Argyle         |
| 9. Januar 1915  | FC Chelsea             | 1:1      | Swindon Town            |
| 9. Januar 1915  | Croydon Common         | 0:3      | Oldham Athletic         |
| 9. Januar 1915  | FC Darlington          | 0:1      | Bradford City           |
| 9. Januar 1915  | Derby County           | 1:2      | Leeds City              |
| 9. Januar 1915  | FC Everton             | 3:0      | FC Barnsley             |
| 9. Januar 1915  | Grimsby Town           | 0:3      | Northampton Town        |
| 9. Januar 1915  | Hull City              | 1:0      | West Bromwich Albion    |
| 9. Januar 1915  | FC Liverpool           | 3:0      | Stockport County        |
| 9. Januar 1915  | FC Middlesbrough       | 9:3      | Goole Town              |
| 9. Januar 1915  | FC Millwall            | 2:1      | Clapton Orient          |
| 9. Januar 1915  | Nottingham Forest      | 1:4      | Norwich City            |
| 9. Januar 1915  | Preston North End      | 0:0      | Manchester City         |
| 9. Januar 1915  | Queens Park Rangers    | 2:1      | FC Glossop              |
| 9. Januar 1915  | FC Reading             | 0:1      | Wolverhampton Wanderers |
| 9. Januar 1915  | AFC Rochdale           | 2:0      | FC Gillingham           |
| 9. Januar 1915  | The Wednesday          | 1:0      | Manchester United       |
| 9. Januar 1915  | FC South Shields       | 1:2      | FC Fulham               |
| 9. Januar 1915  | FC Southampton         | 3:0      | Luton Town              |
| 9. Januar 1915  | Swansea Town           | 1:0      | Blackburn Rovers        |
| 9. Januar 1915  | Tottenham Hotspur      | 2:1      | AFC Sunderland          |
| 9. Januar 1915  | West Ham United        | 2:2      | Newcastle United        |
| 16. Januar 1915 | Bristol Rovers         | 0:0      | Southend United         |

#### Wiederholungsspiele
| Datum           |                  | Ergebnis |                   |
| --------------- | ---------------- | -------- | ----------------- |
| 13. Januar 1915 | Birmingham City  | 3:0      | Crystal Palace    |
| 13. Januar 1915 | FC Chelsea       | 5:2      | Swindon Town      |
| 13. Januar 1915 | Manchester City  | 3:0      | Preston North End |
| 13. Januar 1915 | Newcastle United | 3:2      | West Ham United   |
| 13. Januar 1915 | Plymouth Argyle  | 1:2      | FC Bury           |
| 23. Januar 1915 | Southend United  | 3:0      | Bristol Rovers    |

### Zweite Hauptrunde
| Datum           |                        | Ergebnis |                         |
| --------------- | ---------------------- | -------- | ----------------------- |
| 30. Januar 1915 | Bolton Wanderers       | 0:0      | FC Millwall             |
| 30. Januar 1915 | Bradford City          | 1:0      | FC Middlesbrough        |
| 30. Januar 1915 | Brighton & Hove Albion | 0:0      | Birmingham City         |
| 30. Januar 1915 | FC Burnley             | 6:0      | Southend United         |
| 30. Januar 1915 | FC Bury                | 0:1      | Bradford Park Avenue    |
| 30. Januar 1915 | FC Chelsea             | 1:0      | FC Arsenal              |
| 30. Januar 1915 | FC Everton             | 4:0      | Bristol City            |
| 30. Januar 1915 | FC Fulham              | 2:3      | FC Southampton          |
| 30. Januar 1915 | Hull City              | 2:1      | Northampton Town        |
| 30. Januar 1915 | Manchester City        | 1:0      | Aston Villa             |
| 30. Januar 1915 | Newcastle United       | 1:1      | Swansea Town            |
| 30. Januar 1915 | Norwich City           | 3:2      | Tottenham Hotspur       |
| 30. Januar 1915 | Oldham Athletic        | 3:0      | AFC Rochdale            |
| 30. Januar 1915 | Queens Park Rangers    | 1:0      | Leeds City              |
| 30. Januar 1915 | Sheffield United       | 1:0      | FC Liverpool            |
| 30. Januar 1915 | The Wednesday          | 2:0      | Wolverhampton Wanderers |

#### Wiederholungsspiele
| Datum            |                  | Ergebnis |                        |
| ---------------- | ---------------- | -------- | ---------------------- |
| 6. Februar 1915  | Birmingham City  | 3:0      | Brighton & Hove Albion |
| 6. Februar 1915  | FC Millwall      | 2:2      | Bolton Wanderers       |
| 6. Februar 1915  | Swansea Town     | 0:2      | Newcastle United       |
| 13. Februar 1915 | Bolton Wanderers | 4:1      | FC Millwall            |

### Dritte Hauptrunde
| Datum            |                     | Ergebnis |                      |
| ---------------- | ------------------- | -------- | -------------------- |
| 20. Februar 1915 | Birmingham City     | 2:3      | Oldham Athletic      |
| 20. Februar 1915 | Bolton Wanderers    | 2:1      | FC Burnley           |
| 20. Februar 1915 | Bradford City       | 1:1      | Norwich City         |
| 20. Februar 1915 | Manchester City     | 0:1      | FC Chelsea           |
| 20. Februar 1915 | Queens Park Rangers | 1:2      | FC Everton           |
| 20. Februar 1915 | Sheffield United    | 1:0      | Bradford Park Avenue |
| 20. Februar 1915 | The Wednesday       | 1:2      | Newcastle United     |
| 20. Februar 1915 | FC Southampton      | 2:2      | Hull City            |

#### Wiederholungsspiele
| Datum            |               | Ergebnis |                |
| ---------------- | ------------- | -------- | -------------- |
| 27. Februar 1915 | Hull City     | 4:0      | FC Southampton |
| 27. Februar 1915 | Norwich City  | 0:0      | Bradford City  |
| 3. März 1915     | Bradford City | 2:0      | Norwich City   |

### Vierte Hauptrunde
| Datum        |                  | Ergebnis |                  |
| ------------ | ---------------- | -------- | ---------------- |
| 6. März 1915 | Bolton Wanderers | 4:2      | Hull City        |
| 6. März 1915 | Bradford City    | 0:2      | FC Everton       |
| 6. März 1915 | FC Chelsea       | 1:1      | Newcastle United |
| 6. März 1915 | Oldham Athletic  | 0:0      | Sheffield United |

#### Wiederholungsspiele
| Datum         |                  | Ergebnis |                 |
| ------------- | ---------------- | -------- | --------------- |
| 13. März 1915 | Newcastle United | 0:1      | FC Chelsea      |
| 13. März 1915 | Sheffield United | 3:0      | Oldham Athletic |

### Halbfinale
Die beiden Spiele wurden am 27. März 1915 ausgetragen.
|                  | Ergebnis |                  | Ort        |
| ---------------- | -------- | ---------------- | ---------- |
| Sheffield United | 2:1      | Bolton Wanderers | Blackburn  |
| FC Chelsea       | 2:0      | FC Everton       | Birmingham |

### Finale
| Sheffield United                                     | Sheffield United | FC Chelsea | FC Chelsea |
| ---------------------------------------------------- | --- | --- | ---------- |
| Sheffield United                                     | \| Finale \| \| Samstag, 24. April 1915 in Manchester (Old Trafford) \| \| Ergebnis: 3:0 (1:0) \| \| Zuschauer: 49.557 \| \| Schiedsrichter: H. H. Taylor \| \| Spielbericht \|                      | \| Finale \| \| Samstag, 24. April 1915 in Manchester (Old Trafford) \| \| Ergebnis: 3:0 (1:0) \| \| Zuschauer: 49.557 \| \| Schiedsrichter: H. H. Taylor \| \| Spielbericht \|     | FC Chelsea |
| Sheffield United                                     | Harold Gough – Billy Cook, Jack English – Albert Sturgess, Bill Brelsford, George Utley – Jimmy Simmons, Stanley Fazackerley, Joseph Kitchen, Wally Masterman, Bob Evans Cheftrainer: John Nicholson | Jim Molyneux – Walter Bettridge, Jack Harrow – Fred Taylor, Tommy Logan, Andy Walker – Harry Ford, Harold Halse, Bob Thomson, Jimmy Croal, Bob McNeil Cheftrainer: David Calderhead | FC Chelsea |
| Sheffield United                                     | 1:0 Jimmy Simmons (36.) 2:0 Stanley Fazackerley (84.) 3:0 Joseph Kitchen (88.) | | FC Chelsea |
| Finale                                               | | |            |
| Samstag, 24. April 1915 in Manchester (Old Trafford) | | |            |
| Ergebnis: 3:0 (1:0)                                  | | |            |
| Zuschauer: 49.557                                    | | |            |
| Schiedsrichter: H. H. Taylor                         | | |            |
| Spielbericht                                         | | |            |